# Polyommatus italica
Polyommatus italica är en fjärilsart som beskrevs av Charles Oberthür 1910. Polyommatus italica ingår i släktet Polyommatus och familjen juvelvingar. Inga underarter finns listade i Catalogue of Life.